# 93년

## 연호
- 후한(後漢) 영원(永元) 5년

## 기년
- 후한(後漢) 화제(和帝) 5년
- 신라(新羅) 파사 이사금(婆娑泥師今) 14년
- 고구려(高句麗) 태조대왕(太祖大王) 41년
- 백제(百濟) 기루왕(己婁王) 17년

## 사건
- 몽골 지방에 선비 일어남
- 음력 1월, 신라, 윤량(允良)을 이찬으로 삼고 계기(啓其)를 파진찬으로 삼았다.
- 음력 2월, 신라의 파사 이사금, 고소부리군(古所夫里郡)에 순행하여 나이 많은 사람을 몸소 위문하고 곡식을 내려 주었다.
- 음력 10월, 경주에서 지진이 일어났다.

## 참고 문헌
- 김부식 (1145), 《삼국사기》 <신라본기 제1권 파사 이사금 條>